# Akomodacja magnetyczna
Akomodacja magnetyczna – zespół zjawisk zachodzących w niektórych materiałach ferromagnetycznych podczas wielokrotnych zmian pola magnetycznego polegających na stopniowym przystosowywaniu się ferromagnetyka do występujących zmian. Akomodacja magnetyczna objawia się zwiększaniem się przenikalność magnetyczna ferromagnetyka, opóźnieniem zmian właściwości magnetyka w odniesieniu do zmian pola magnetycznego.
W akomodacji magnetycznej wyróżnia się:
- przygotowanie magnetyczne,
- lepkość magnetyczna,
- dezakomodacja magnetyczna.

Przygotowanie magnetyczne
Gdy na magnetyk działa zmieniające się cyklicznie pole magnetyczne o ustalonych wartościach minimalnych i maksymalnych oraz o stałej szybkości zmian, to kolejne pętle histerezy przemagnesowania różnią się, wykazując coraz większą przenikalność magnetyczną, dochodząc do przebiegu ustalonego dopiero po wielu cyklach przemagnesowania.
Lepkość magnetyczna (oddziaływanie wtórne)
Jeśli pominie się efekty wywołane prądami wirowymi, zmiana namagnesowania wywołana zmianą zewnętrznego pola magnetycznego trwa jeszcze przez pewien czas po zmianie pola magnetycznego.
Dezakomodacja magnetyczna
Przenikalność magnetyczna materiałów wykazujących lepkość magnetyczną zależy od wcześniejszych zmian oraz czasu, jaki upłynął od tych zmian. 